# Gerald McBoing-Boing
Gerald McBoing-Boing er en amerikansk animeret kortfilm fra 1950 som er instrueret af Robert Cannon og produceret af United Productions of America (UPA). Kortfilmen er baseret på Dr. Seuss-historien om en lille dreng, der bruger lydeffekter til at tale i stedet for talte ord.
Gerald McBoing-Boing vandt i 1950 en Oscar for bedste animerede kortfilm. I 1994 blev den placeret som nummer 9 på listen over "The 50 Greatest Cartoons" nogensinde af medlemmer indenfor animationsindustrien, hvilket gør den til den højest rangerede UPA-tegnefilm på listen. I 1995 blev den udvalgt til at blive optaget i de forenedes staters nationale filmregister, National Film Registry, af Library of Congress, da man anså filmen for at være "kulturelt, historisk eller æstetisk betydningsfuld".